# Bellitudo cubae
Bellitudo cubae là một loài côn trùng cánh nửa trong họ Aleyrodidae, phân họ Aleyrodinae.
Bellitudo cubae được Russell miêu tả khoa học đầu tiên năm 1943.